# 유림공원
유림공원(裕林公園)은 대전광역시 유성구 어은동의 공원이다. 유성구청 앞 갑천과 유성천 부근에 위치해 있다.

## 역사
유림공원은 계룡건설 이인구 명예회장의 희수 기념 사회환원사업 100억 원으로 만들어졌고, 2년 여의 기간 동안 조성되었다. 공원의 이름은 이인구 명예회장의 아호인 '유림'을 땄다. 2009년 6월 28일 개장했다.
2010년 제1회부터 시작해서 계롱건설 주관으로 개최되었다.
2010년에 유림공원과 어은교 인근에 '갑천 물놀이공원'이 추진되었지만, 8월 안정성과 수질 때문에 백지화되었다. 예산이 낭비되었다는 논란이 있었다.
2011년에 유림공원 주차장 조성이 결정되었다.
유림공원 국화전시회(국화향기 가을축제)는 2012년 성공적으로 개최되어, 2013년 4회에는 규모가 확대되고 3천만 송이의 국화가 전시됐다.

## 시설
문학마을도서관, 연못 반도지 등이 위치해 있고, 매년 유성국화축제를 개최한다.

## 사진

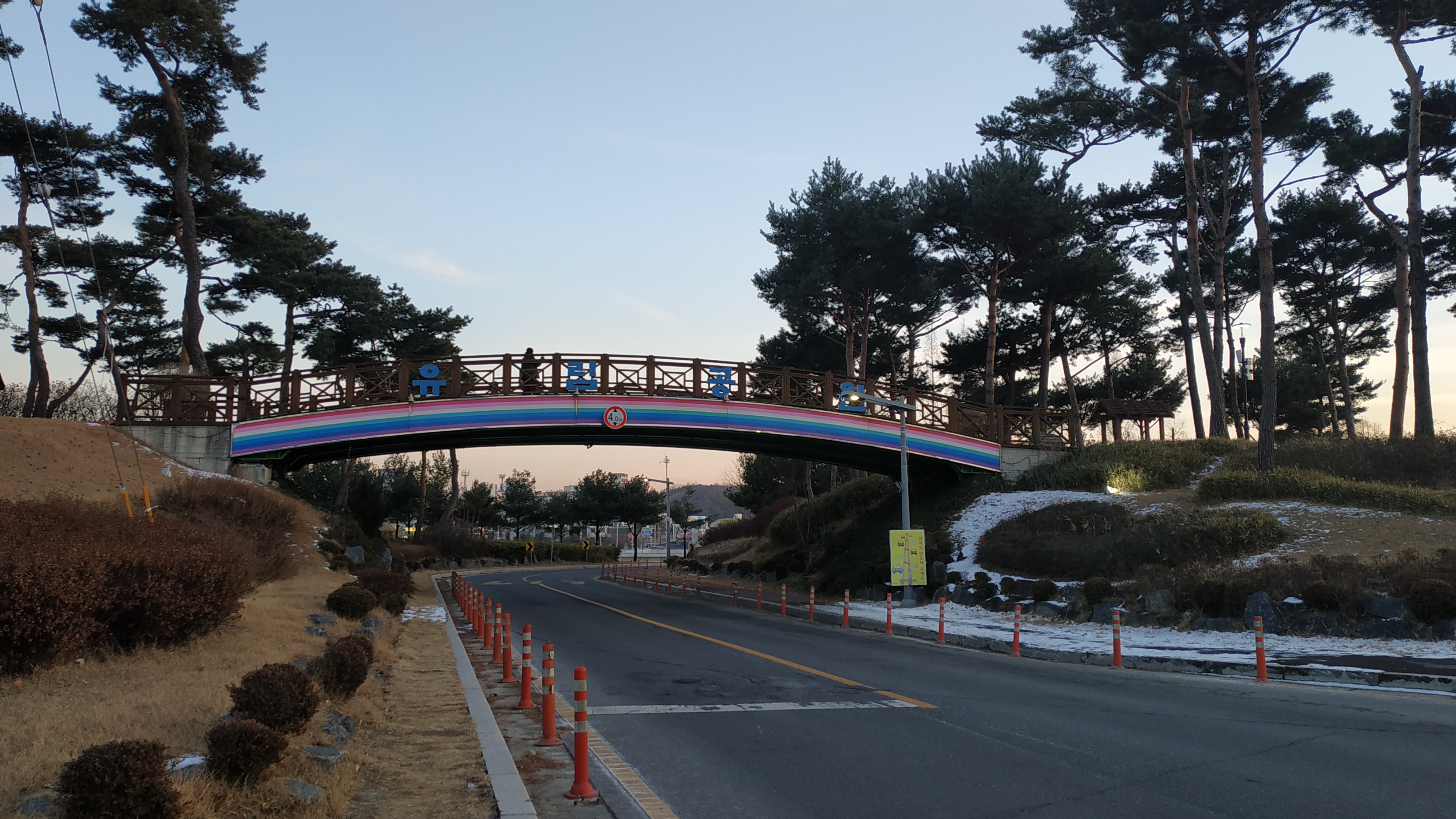
유림공원 사이의 다리
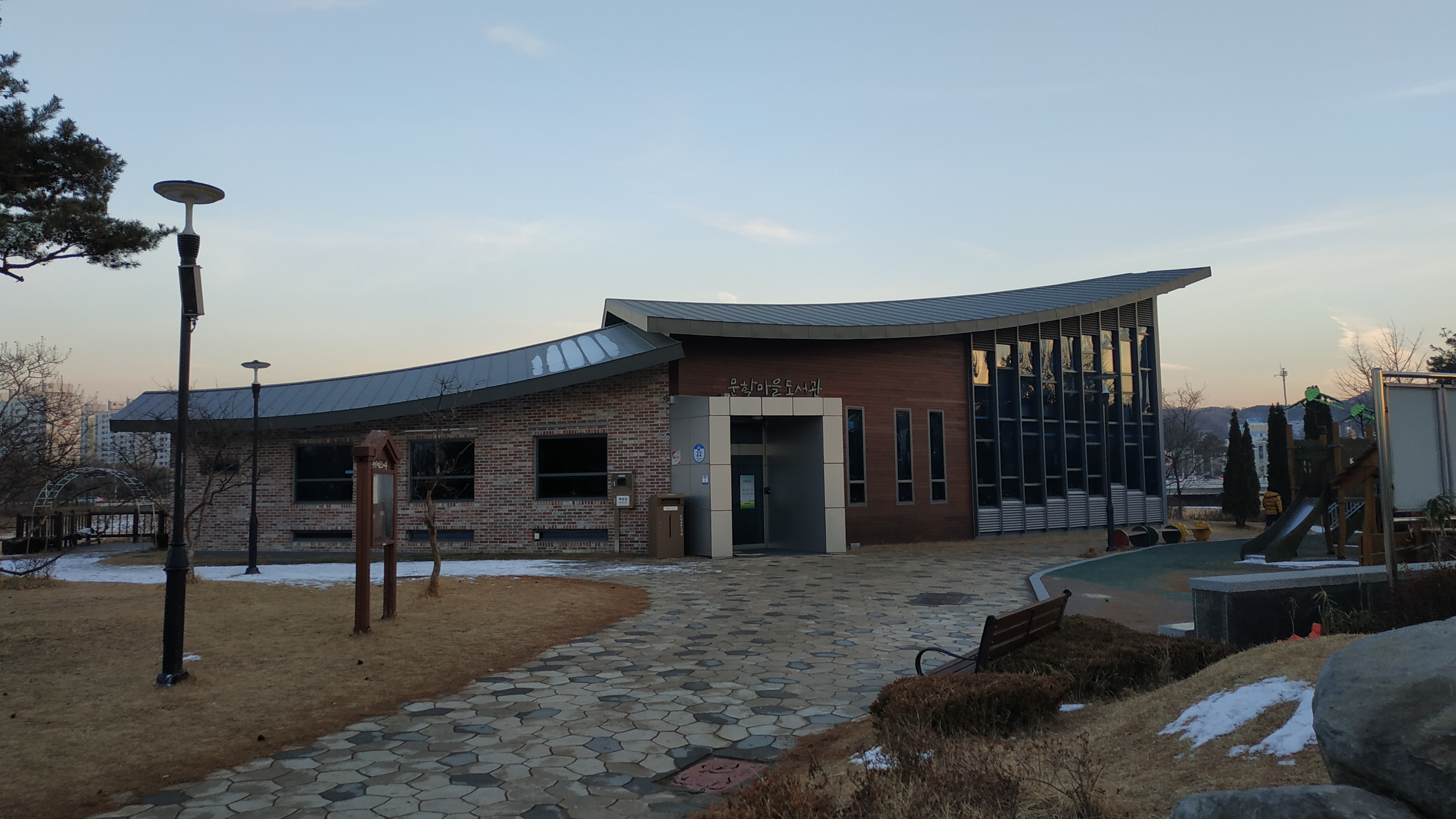
공원 내에 위치한 문학마을도서관
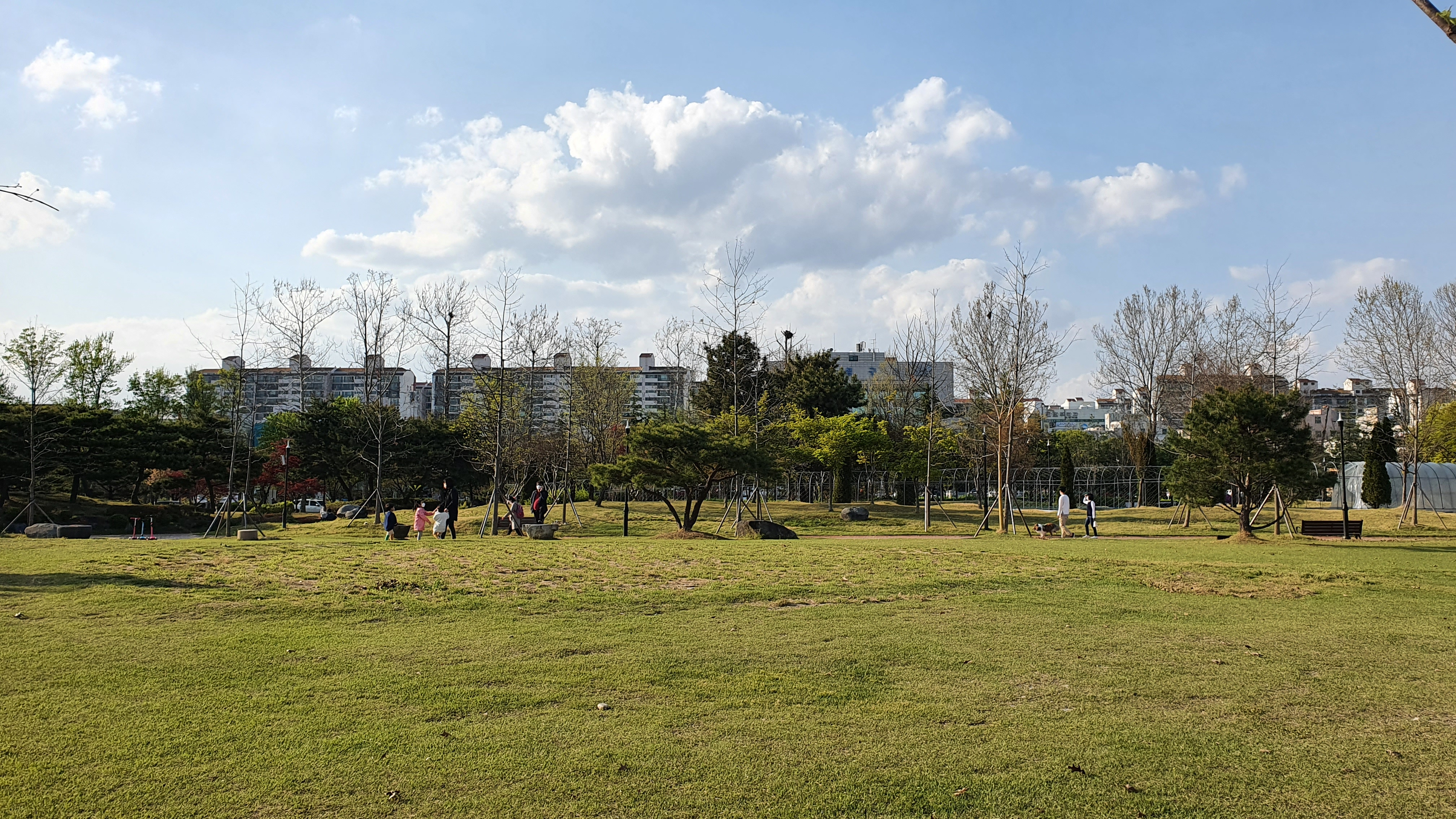
유림공원에서 바라본 유성구청 일대
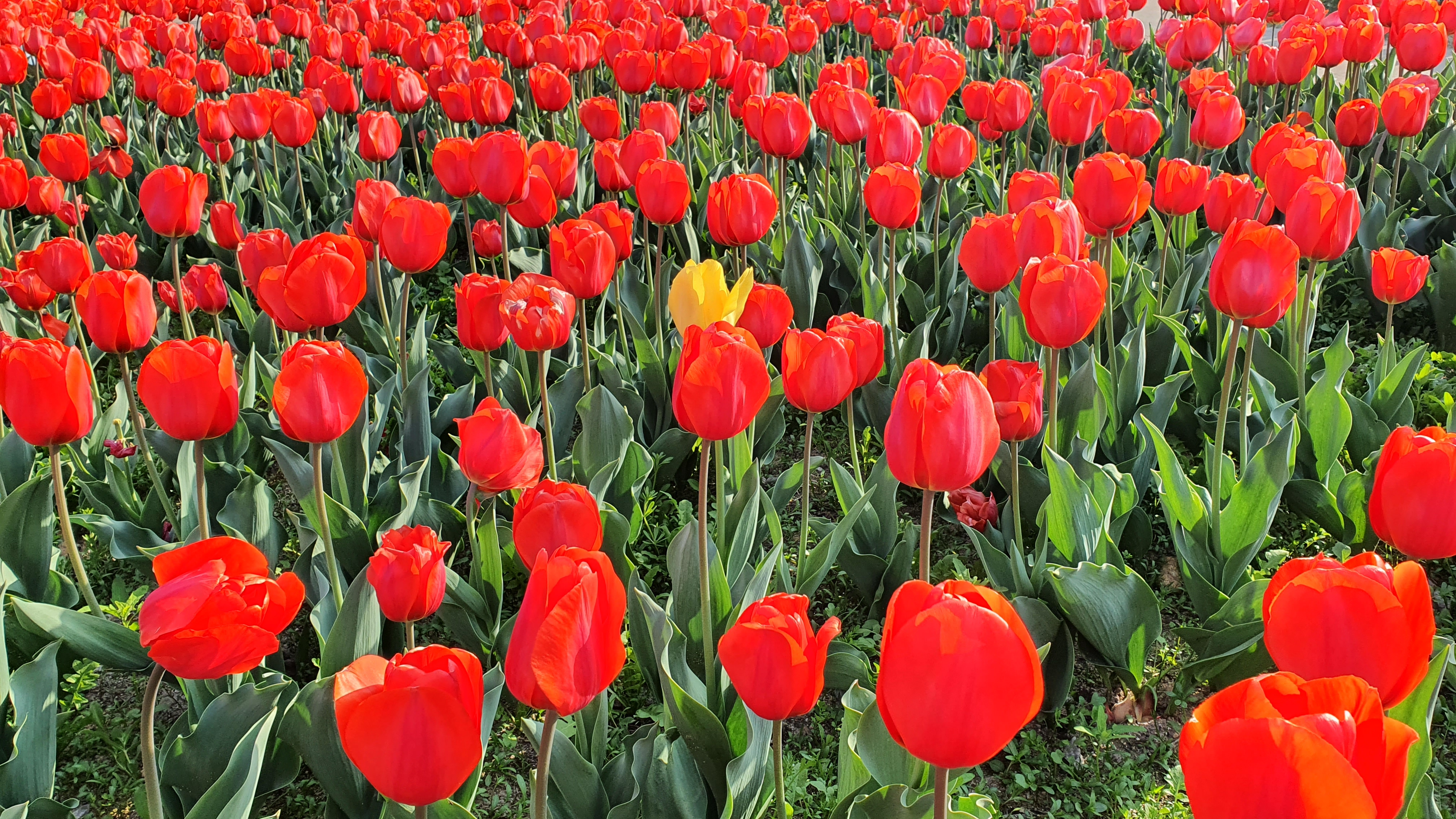
튤립
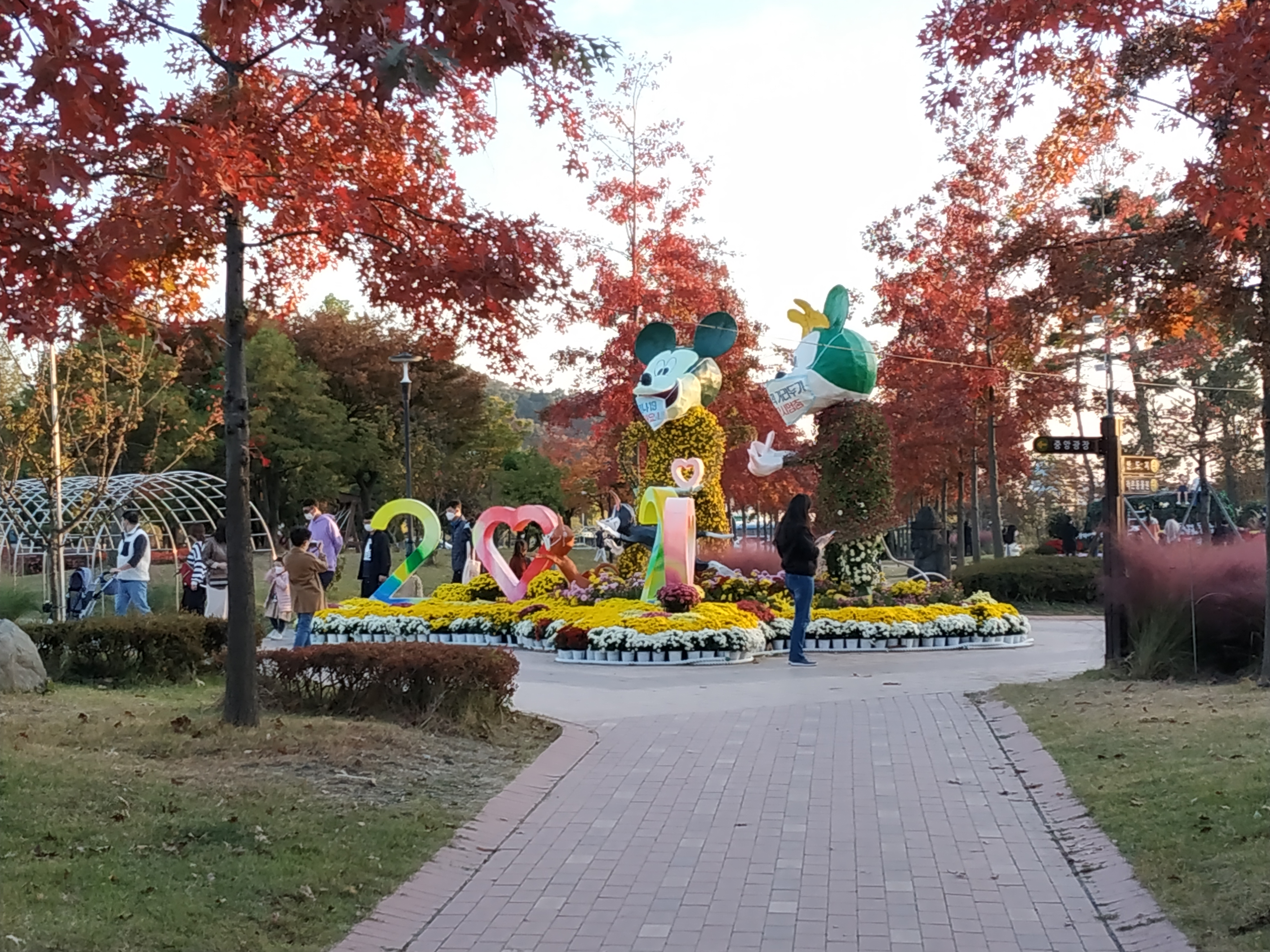
2020 유성국화축제
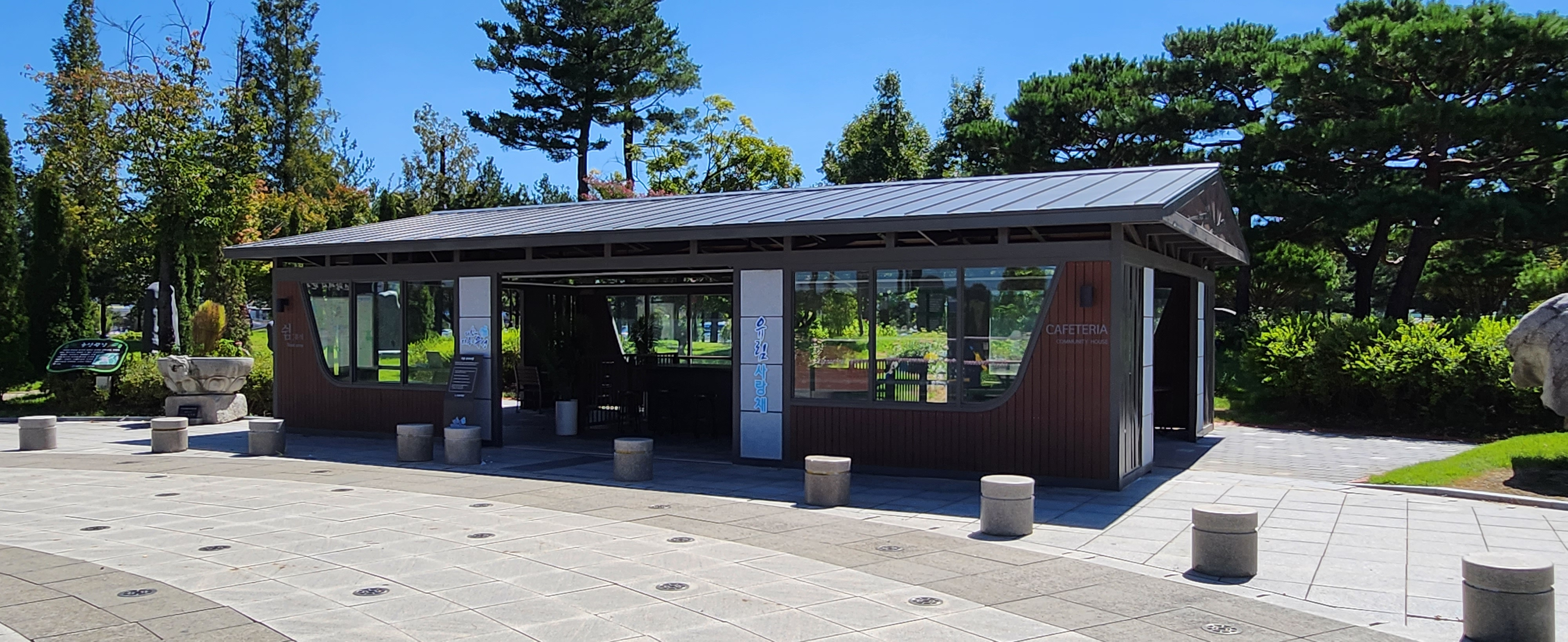
사랑채
화훼원
반도지

## 같이 보기
- 대전광역시 유성구청
- 갑천
- 유성천
- 온천2동